# 영해초등학교 대동분교

영해초등학교 대동분교는 경상북도 영덕군 영해면 대동로 1224-15에 있었던 분교이다.

## 학교 연혁
- 일자미상 대동분교장 설립 인가
- 1956년 3월 5일 원구국민학교 대동분교 개교
- 1994년 3월 1일 영해국민학교 대동분교 개편[1]
- 1996년 3월 1일 영해초등학교 대동분교 개편
- 1997년 3월 1일 폐교 및 영해초등학교 통폐합

1. ↑  원구국민학교가 영해국민학교로 통폐합 되었음.